# Mitsubishi Galant GTO

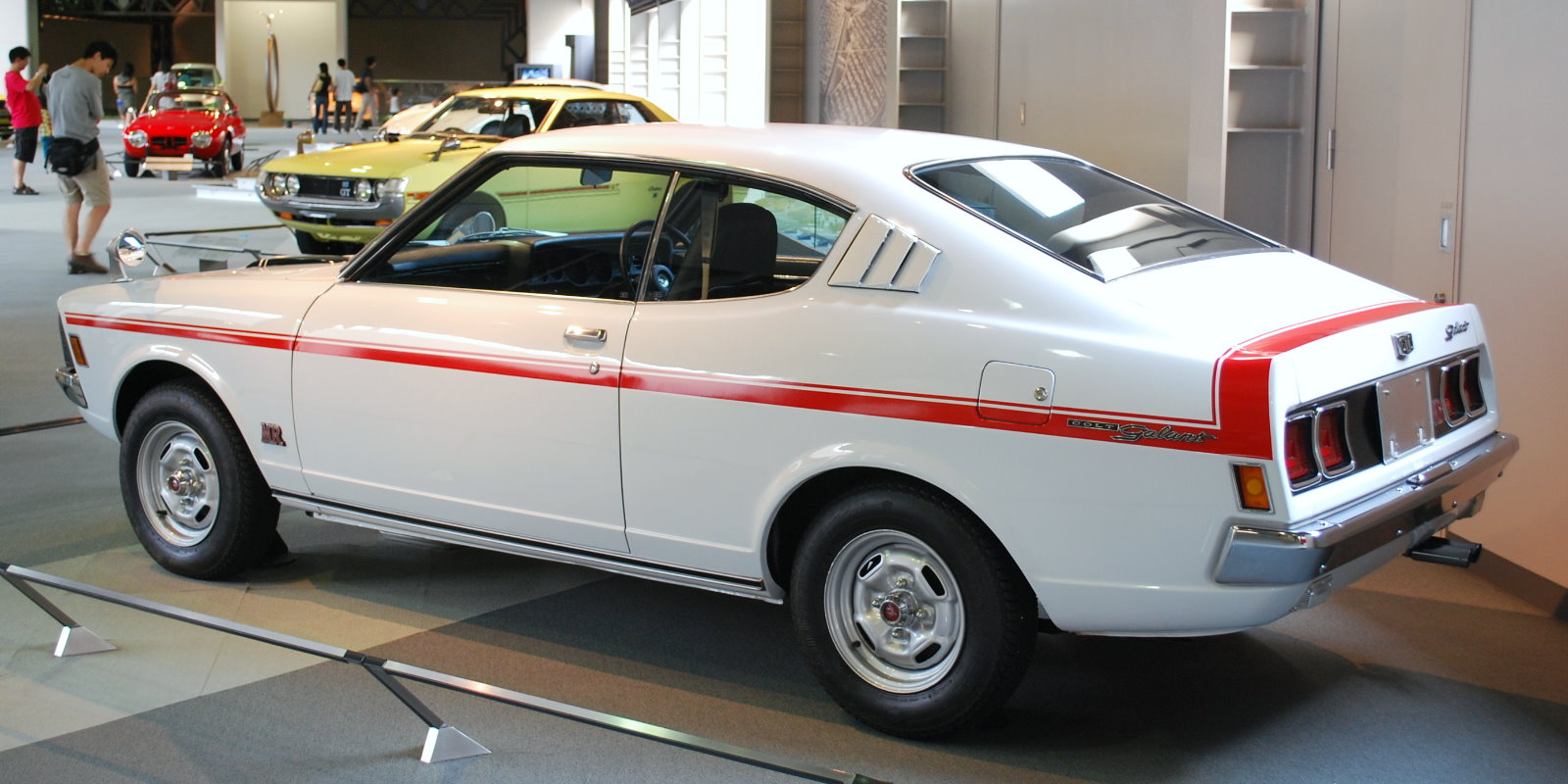
Tył nadwozia

Mitsubishi Galant GTO – sportowy samochód osobowy produkowany przez japońską firmę Mitsubishi w latach 1969–1976. Dostępny jako 2-drzwiowe coupé. Do napędu używano silników R4 o pojemnościach 1,6 oraz 2,0 litra. Moc przenoszona była na oś tylną poprzez 4- lub 5-biegową manualną skrzynię biegów. Został zastąpiony przed model Galant Lambda.

## Dane techniczne (R4 1.6)

### Silnik
- R4 1,6 l (1597 cm³), 2 zawory na cylinder, DOHC
- Układ zasilania: dwa gaźniki
- Średnica cylindra × skok tłoka: 76,90 mm × 86,00 mm
- Stopień sprężania: 9,5:1
- Moc maksymalna: 127 KM (93 kW) przy 6800 obr./min
- Maksymalny moment obrotowy: 142 N•m przy 5000 obr./min

### Osiągi
- Przyspieszenie 0-100 km/h: b/d
- Prędkość maksymalna: 200 km/h

## Dane techniczne (R4 2.0)

### Silnik
- R4 2,0 l (1995 cm³), 2 zawory na cylinder, DOHC
- Układ zasilania: dwa gaźniki
- Średnica cylindra × skok tłoka: 84,00 mm × 90,00 mm
- Stopień sprężania: 9,5:1
- Moc maksymalna: 127 KM (93 kW) przy 6200 obr./min
- Maksymalny moment obrotowy: 171 N•m przy 4200 obr./min

### Osiągi
- Przyspieszenie 0-100 km/h: b/d
- Prędkość maksymalna: b/d